# Aeroportul Internațional Banja Luka
Aeroportul Internațional Banja Luka (IATA: BNX, ICAO: LQBK) este un aeroport din Bosnia și Herțegovina ce deservește zona Banja Luka. Aeroportul a fost tranzitat în 2022 de 343.009 pasageri. A fost deschis în 1976 și numit după zona deservită.
Situat la o altitudine de 122 m, aeroportul dispune de 1 pistă.

## Infrastructură

### Piste
Aeroportul dispune de o singură pistă. Pista are orientarea 17/35.

## Destinații
La momentul actual (septembrie 2024) există legături directe către următoarele destinații: Basel/Mulhouse/Freiburg, Memmingen, Karlsruhe/Baden/Baden, Bruxelles, Dortmund, Götteborg, Stockholm-Arlanda, Viena, Hurghada